# Norra Freberga
Norra Freberga är ett gods i Motala socken, Östergötlands län, 10 kilometer nordväst om Motala.
Nuvarande huvudbyggnad uppfördes 1868. Norra Freberga har tillhört släkterna Koskull och Armfelt med flera.